# سفارت ایران در پیونگ‌یانگ
سفارت ایران در پیونگ یانگ (به لاتین: Embassy of Iran) یک منطقهٔ مسکونی و نمایندگی سیاسی این کشور در کره شمالی است که در پیونگ‌یانگ واقع شده‌است.

## تاریخچه
در دوران پهلوی، ایران فقط در کره جنوبی سفارت داشت. در سال ۱۹۸۲، ۳ سال پس از تأسیس جمهوری اسلامی ایران، سفارت خود را در کره شمالی تأسیس کرد.